# Кросби, Ким
Ким Кросби (англ. Kym Crosby; род. 14 февраля 1993, Мэрисвилл, Калифорния) ― американская легкоатлетка-паралимпиец. Бронзовый призёр Паралимпиад 2016 и 2020 годов.

## Биография
Родилась 14 февраля 1993 года в городе Мэрисвилл, Калифорния.
Она родилась с альбинизмом, что сделало ее юридически слепой. По одобрении брата Кросби участвовала в соревнованиях по легкой атлетике во время учебы в старшей школе.

## Спортивная карьера
После окончания средней школы River Valley Кросби поступила в Калифорнийский государственный университет в Чико и стала выступать за университетскую команде по легкой атлетике.
Будучи юниором в Чико, Кросби квалифицировался в паралимпийскую команду США и вошел в их состав на Летних Паралимпийских играх 2016 года. В своих дебютных Играх Кросби соревновалась в бегах Т13 на 100 и 400 метров. Хотя она установила личный рекорд на 400 метров, показав время 57,26 секунды, Кросби финишировала четвертой в финале T13. Она добилась большего успеха в беге на 100 метров среди женщин и завоевала бронзовую медаль.
На летних Паралимпийских играх 2020 в Токио Ким Кросби Завоевала бронзовую медаль в беге на 100 м T13.

## Личная жизнь
Ким вышла замуж за паралимпийского спортсмена, гонщика на колясках Эриком Хайтауэром 8 мая 2017 года.